# Улица Фурманова (Казань)
Улица Фурманова — внутриквартальная улица в Московском районе города Казани.

## Расположение
Улица Фурманова пролегает с юга на север от пересечения с Волгоградской улицей, пересекает улицу Восстания, Енисейскую улицу, и заканчивается пересечением с другой внутриквартальной улицей Большая Шоссейная.

## История
Улица возникла в 1930-е годы как часть жилого посёлка, являвшегося «отростком» бывшей Ивановской стройки, к тому времени ставшей частью слободы Восстания под названием 1-я поперечно вновь проектируемая улица; современное имя было присвоено не позднее 1939 года, на тот момент все дома улицы были частновладельческими. Застройка улицы малоэтажными многоквартирными домами началась в начале 1950-х годов; при этом частновладельческие дома сохранялись на улице как минимум до середины 1960-х годов, после чего была застроена домами квартала № 35 Ленинского района, а улица после их сноса немного изменила направление.
Административно улица относилась к Ленинскому (до 1973) и Московскому (с 1973 года) районам.

## Известные жители
В угловом доме № 23/2 в разное время проживали татарский писатель Марс Шабаев и краевед Лев Жаржевский.

## Примечательные объекты
- № 5а — школа № 8 (здание № 2).[17]
- №№ 3, 5, 7, 9, 11, 13, 15, 17 — жилые дома треста «Казаньхимстрой» (все снесены в 2020–2021 годах).[18][19]
- № 25 — жилой дом стройтреста № 1.[20]
- № 27 — бывшее общежитие индустриального-педагогического техникума, ранее — стройтреста № 1.[21][22]
- № 50а — детский сад № 295 «Красная шапочка».